# Клітомах
Клітомах (дав.-гр. Κλειτόμαχος, 187 до н. е., Карфаген — 110 до н. е., Афіни, Еллада) — філософ II-I століття до н. е., учень Карнеада та його наступник в управлінні новою академією.
Родом з Карфагена, де носив пунічне ім'я Гасдрубал. Переселився на 28 році в Афіни, де під кінець довгого життя познайомився з молодим Цицероном.
З його численних творів не збереглося нічого. Цицерон називає один з них — «Про утримання від судження». Також він є автором твору «Про невіру в богів», присвяченого відомим атеїстам Стародавньої Греції.